# Frogger
Frogger (яп. フロッガー Фурогга:) — видеоигра жанра аркада-головоломка, разработанная компанией Konami и выпущенная компаниями Sega и Gremlin Industries для аркадных автоматов в июне 1981 года в Японии и в октябре того же года в Европе. Игра стала очень популярной и продолжает переиздаваться для многих игровых систем и компьютеров.

## Геймплей
Цель игры — помочь лягушке пересечь игровой экран с нижней части в верхнюю. Поле игры разделено на 13 рядов: первый ряд — стартовая линия, со второго по шестой — автомобильная дорога, по которой с разными скоростями в обе стороны ездят машины, седьмой — безопасный участок для передышки, с восьмого по двенадцатый — река с плывущими слева направо брёвнами, выдрами и крокодилами и справа налево группами черепах, кроме того, на брёвнах могут оказываться змеи и пауки. В тринадцатом, последнем ряду, расположено пять ячеек. Лягушка должна преодолеть дорогу, перебраться по брёвнам и черепахам через реку и занять одну из пяти ячеек. Чтобы пройти этап, надо занять лягушками поочерёдно все пять ячеек, после чего автоматически начинается новый этап с более плотным и быстрым трафиком, с более быстрой рекой и с большим количеством врагов.
Кроме того, иногда на брёвнах появляются жуки или лягушки-самки, за собирание которых начисляются бонусные очки.
Игроку отведено непосредственное управление лягушкой, перемещение её при помощи четырёх клавиш по игровому полю (вперёд-назад, влево-вправо).
Лягушка погибает, если заканчивается отведённое на каждый этап время, а также при столкновении с машиной, крокодилом, выдрой, пауком или змеёй, при падении в воду, при прыжке мимо финишной ячейки или если бревно либо черепаха, на которой сидит лягушка, уплывает за пределы экрана. Конца у игры нет, после каждого этапа начинается новый, более сложный. Итоговой целью игры можно назвать достижение наибольшего количества баллов. Наивысшим официально зарегистрированным результатом на настоящий момент считается 896980 баллов. Рекорд поставил американец Пэт Лафайе (англ. Pat Laffaye) 1 января 2010 года.

## Версии игры
Различные версии игры выходили и продолжают выходить на многих игровых системах и персональных компьютерах:
| Система                    | Год выпуска      | Разработчик             | Издатель             | Ссылка |
| -------------------------- | ---------------- | ----------------------- | -------------------- | ------ |
| Atari 2600                 | 1982             | Konami                  | Starpath Corporation |        |
| Atari 5200                 | 1983             | Konami                  | Parker Brothers      |        |
| Atari 8-bit                | 1982             | Konami                  | Sierra               |        |
| BlackBerry                 | 12 августа 2009  | Magmic                  | Magmic               |        |
| BBC Micro                  | 1982             | A & F Software          | A & F Software       |        |
| Commodore 64               | 1983             | Konami                  | Sierra               |        |
| ColecoVision               | 1983             | Konami                  | Parker Brothers      |        |
| Game Boy Color             | 31 декабря 1998  | Morning Star Multimedia | Majesco Games        |        |
| game.com                   | 1999             | Handheld Games          | Tiger Electronics    |        |
| Sega Mega Drive            | 1998             | Morning Star Multimedia | Majesco Games        |        |
| Intellivision              | 1983             | Konami                  | Parker Brothers      |        |
| iPhone/iPod                | 1 августа 2008   | Konami                  | Konami               |        |
| Мобильные телефоны         | 20 ноября 2003   | Konami                  | Konami               |        |
| MSX                        | 1983             | Konami                  | Konami               |        |
| Odyssey²                   | 1982             | Konami                  | Parker Brothers      |        |
| PC                         | 30 ноября 1997   | SCEE                    | Hasbro Interactive   |        |
| PlayStation                | 30 сентября 1997 | Millenium Interactive   | Hasbro Interactive   |        |
| SNES                       | 1998             | Morning Star Multimedia | Majesco Games        |        |
| Xbox 360                   | 12 июля 2006     | Digital Eclipse         | Konami               |        |
| Sinclair ZX81/Spectrum     | 1983             | Microbyte               | Rabbit Software      |        |
| Dragon 32/64               | 1983             | Konami                  | MicroDeal            |        |
| Texas Instruments TI-99/4A | 1984             | Konami                  | Parker Brothers      |        |
| TRS-80 Color Computer      | 1983             | Konami                  | Sega                 |        |
| Commodore VIC-20           | 1983             | Konami                  | Parker Brothers      |        |
| Nintendo DS                | 17 мая 2010      | Hijinx Studios          | Konami               |        |
| PlayStation 3              | 10 декабря 2009  | Konami                  | Konami               |        |
| Wii                        | 12 ноября 2009   | Konami                  | Konami               |        |

## Сиквелы
Кроме переизданий к Frogger вышло множество сиквелов, среди них:
- Frogger II в 1984 году для Apple II, Atari 2600, Atari 5200, Atari 8-bit, Commodore 64 и ColecoVision.
- Ribbit в 1991 году для аркадных автоматов.
- Frogger 3D в 1997 году для Windows и PlayStation.
- Frogger 2: Swampy's Revenge в 2000 году для ПК, PlayStation, Dreamcast и Game Boy Color.
- Frogger: The Great Quest в 2001 году для Windows и PlayStation 2.
- Frogger's Adventures: Temple of the Frog в 2001 году для Game Boy Advance.
- Frogger Advance: The Great Quest в 2002 году для Game Boy Advance.
- Frogger Beyond в 2002 году для GameCube, Xbox, Windows, PlayStation 2.
- Frogger's Adventures 2: The Lost Wand в 2002 году для Game Boy Advance.
- Frogger's Journey: The Forgotten Relic в 2003 году для Game Boy Advance.
- Frogger's Adventures: The Rescue в 2003 году для GameCube, Windows, PlayStation 2.
- Frogger: Ancient Shadow в 2005 году для GameCube, Xbox, Windows, PlayStation 2.
- Frogger: Helmet Chaos в 2005 году для Nintendo DS и PSP.
- Frogger for Prizes в 2005 году для мобильных телефонов.
- Frogger 25th, Frogger Evolution в 2006 году для мобильных телефонов.
- My Frogger Toy Trials в 2006 году для Nintendo DS.

## Критика
| Сводный рейтинг | Сводный рейтинг |
| Агрегатор       | Оценка          |
| --------------- | --------------- |
| GameRankings    | 63,78 %         |

В целом Frogger получил очень высокие, часто даже максимально высокие оценки во многих рецензиях. Сравнительно невысоко были оценены версии игры для Xbox 360, Atari 5200 и Intellivision.

### Рецензии
- Посвящённый компьютерным играм сайт The Video Game Critic поставил максимальную оценку версиям игры на ColecoVision, Atari 2600 и Odyssey². Обе игры были названы блестящими переносами с аркадных автоматов. Замечательной была названа графика и музыкальное оформление игры. В качестве единственного минуса игры на Odyssey² было отмечено наличие небольших погрешностей в управлении, а версия для Atari 2600 была названа одной из величайших и популярнейших на этой системе[6][7][8].
- Также максимальную оценку получил Frogger на Game Boy Color в рецензии Allgame — коммерческой информационной базе данных компьютерных игр для различных платформ. Allgame назвал эту версию игры лучшим переизданием оригинального Frogger со времён ColecoVision[9].
- На веб-сайте The Atari Times версия игры для Atari 2600 получила оценку 95 %, в том числе 95 % за графику, 90 % за музыку и звук, 95 % за геймплей и 85 % за управление[10].
- Англоязычный новостной и информационный веб-сайт, освещающий тематику компьютерных игр — IGN, поставил Game Boy Color — варианту игры 8,0 баллов из 10, назвав единственным серьёзным недостатком игры то, что разработчики немного отошли от классического геймплея[11].
- Версия игры для Sega Genesis была оценена сайтом Sega-16.com также в 8,0 баллов. Frogger стала последней игрой, выпущенной для этой игровой системы.[12]
- Сравнительно невысокие оценки были поставлены варианту Frogger-а на Xbox360: сайт Game Over Online — 55 %[13], сайты Thunderbolt Games, IGN и XBox Evolved — 6 из 10[14][15][16], сайты UOL Jogos и Video Game Talk — 3,5 звёздочки из 5[17][18].

## Различия в версиях игры
|                                 |
|                                 |
|                                 |
| Atari 2600 TRS-80 PlayStation 3 |

Игровой процесс всех версий игры идентичен, различия есть лишь в оформлении. Например, на Sega Genesis правая часть экрана отведена под статистику — количество заработанных пунктов, игровых жизней и оставшегося на прохождения игры времени. Фроггер на TRS-80 является единственным чёрно-белым вариантом игры (см. илл.), а на PlayStation 3 — единственным, где классический вид сверху заменён на изометрический вид (см. илл.). Кроме того, игра на TRS-80 проходится в два захода, сначала игрок видит только ту часть игровой локации, где лягушка пересекает проезжую часть, а затем экран переключается на реку (см. илл.). Xbox 360 — единственная игровая приставка, где два игрока могут проходить уровни одновременно на разделённом вертикально экране.
Несколько отличается от версии к версии оформление снующих по шоссе машин. Игровые системы ColecoVision, Dragon 32/64, Sega Genesis, MSX, TRS-80 и Xbox 360 придерживаются вида сверху, как в и оригинале на Atari 2600. На SNES и PlayStation 3 используется изометрическая проекция (см. илл.), а на Game Boy Color машины нарисованы в «профиль».
Существуют отличия и в ширине игрового экрана, к примеру, игровое пространство во Frogger на MSX и TRS-80 заметно меньше, чем в оригинале и на большинстве других систем.